# Crisis de Níger (2023-2024)
La crisis en Níger, hace referencia a la serie de acontecimientos después de haberse producido un golpe de Estado en Níger, en el que la guardia presidencial del país detuvo al presidente Mohamed Bazoum,  y el comandante de la guardia presidencial, el general Abdourahamane Tchiani se autoproclamó líder de una nueva junta militar. En respuesta, el 30 de julio de 2023, la Comunidad Económica de los Estados de África Occidental (CEDEAO) dio a los líderes del golpe de Níger un plazo de una semana para devolver el poder a Bazoum o enfrentar sanciones internacionales y el uso de la fuerza. El plazo expiró el 6 de agosto de 2023 y la CEDEAO ordenó la activación inmediata de su fuerza de reserva el 10 de agosto. La CEDEAO ha intervenido previamente en Gambia para restaurar la democracia después de la crisis constitucional de 2016-2017.
Todos los Estados miembros de la CEDEAO que participan activamente, excepto Cabo Verde, se han comprometido a involucrar a sus fuerzas armadas en una intervención militar dirigida por la CEDEAO contra la junta nigerina, en caso de que se lance dicha intervención. Por el contrario, las juntas militares de Burkina Faso y Malí anunciaron que enviarían tropas en apoyo de la junta si alguna vez se lanzaba una intervención militar de este tipo, al tiempo que formaban un pacto de defensa mutua.
La CEDAO retiró todas las sanciones impuestas contra Níger el 24 de febrero de 2024.

## Antecedentes
El 26 de julio, la presidencia de Níger anunció que la guardia presidencial, encabezada por el general Abdourahamane Tchiani, participaba en una «manifestación antirrepublicana» e intentaba obtener el apoyo de otras fuerzas de seguridad. El presidente Mohamed Bazoum y su familia fueron detenidos en el palacio presidencial en Niamey, y también fue arrestado el ministro del Interior, Hamadou Souley. Según los informes, el golpe fue dirigido por Tchiani, a quien Bazoum había planeado relevar de su cargo. Fuentes cercanas a Bazoum dijeron que había decidido el despido de Tchiani en una reunión de gabinete el 24 de julio de 2023 porque sus relaciones se habían tensado.
El palacio y los ministerios adyacentes fueron bloqueados por vehículos militares, y hasta 400 simpatizantes civiles de Bazoum intentaron acercarse al palacio, pero la Guardia Presidencial los dispersó a tiros, dejando un herido. La situación en Niamey se describió como tranquila y se produjeron protestas en apoyo de Bazoum alrededor de las misiones diplomáticas del país en el extranjero. Las fuerzas armadas de Níger rodearon el palacio presidencial en apoyo de Bazoum, y el ejército y la Guardia Nacional estaban listos para atacar a la guardia presidencial.
Por la noche, el coronel mayor de la Fuerza Aérea Amadou Abdramane anunció que el presidente Bazoum había sido destituido del poder y anunció la formación de un Consejo Nacional para la Salvaguardia de la Patria. Afirmó que las fuerzas de defensa y seguridad habían decidido derrocar al régimen debido al deterioro de la situación de seguridad y al mal gobierno. También anunció la disolución de la constitución del país, la suspensión de las instituciones estatales, el cierre de fronteras y un toque de queda en todo el país desde las 22:00 hasta las 05:00 hora local, al tiempo que advirtió contra cualquier intervención extranjera. Posteriormente, se ordenó la suspensión de todas las actividades de los partidos políticos en el país hasta nuevo aviso. También anunció que la junta había reprendido a Francia por violar el cierre del espacio aéreo después de que un avión militar aterrizara en una base aérea.
El 27 de julio, Bazoum tuiteó que los nigerinos que aman la democracia se asegurarían de que «se salvaguarden los logros obtenidos con tanto esfuerzo», lo que indica su negativa a renunciar al cargo. Su ministro de Relaciones Exteriores, Hassoumi Massoudou dijo a France 24 que el «poder legal y legítimo» del país seguía estando en manos del presidente y reiteró que Bazoum estaba en buenas condiciones y que no todo el ejército estaba involucrado. Massaoudou también se declaró jefe de Estado interino y llamó a todos los demócratas a «hacer fracasar esta aventura».
El liderazgo de las fuerzas armadas de Níger declaró su apoyo al golpe, citando la necesidad de «preservar la integridad física» del presidente y su familia y evitar «un enfrentamiento mortal que podría crear un baño de sangre y afectar la seguridad de la población».
El 28 de julio, el general Abdourahamane Tchiani se autoproclamó presidente del Consejo Nacional para la Salvaguardia de la Patria en un discurso televisado. Dijo que el golpe se dio para evitar «la desaparición gradual e inevitable» del país, y dijo que Bazoum había tratado de ocultar «la dura realidad» del país, al que calificó como «un montón de muertos, desplazados, humillación y frustración». También criticó la estrategia de seguridad del gobierno por su supuesta ineficacia y falta de colaboración con Malí y Burkina Faso, pero no dio un cronograma para el regreso a un gobierno civil. Su posición como jefe de Estado concurrente de facto fue confirmada más tarde por el coronel Abdramane, quien acusó a los funcionarios del gobierno de Bazoum de conspirar contra el nuevo régimen mientras se refugiaban en embajadas extranjeras y advirtió de un derramamiento de sangre si avanzaban.

### CEDEAO
La Comunidad Económica de Estados de África Occidental (CEDEAO) es una unión regional, política y económica de quince países de África Occidental, con una superficie de 5 114 162 km² y una población estimada de más de 387 millones en 2019. Establecida en 1975, la CEDEAO tiene como objetivo lograr la autosuficiencia colectiva de sus Estados miembros mediante la creación de un solo gran bloque comercial.
La CEDEAO/ECOWAS también sirve como una fuerza de mantenimiento de la paz en la región, y los Estados miembros ocasionalmente envían fuerzas militares conjuntas para intervenir en los países miembros del bloque en momentos de inestabilidad política y disturbios. En los últimos años, estas incluyeron intervenciones en Costa de Marfil en 2003, Liberia en 2003, Guinea-Bissau en 2012, Malí en 2013 y Gambia en 2017.

## Cronología

### Julio

#### 29 de julio
La junta militar acusó a la CEDEAO en un comunicado leído por el coronel mayor Amadou Abdramane en Tele Sahel de planear aprobar «un plan de agresión contra Níger a través de una inminente intervención militar en Niamey apoyada por ciertos países occidentales» y advirtió sobre la «fuerte determinación» de la junta. para defender el país. Afirmaron que ese era el objetivo de la cumbre de la CEDEAO convocada para el día siguiente.
El Consejo de Paz y Seguridad de la Unión Africana emitió un ultimátum de que si los soldados no «regresaban de inmediato y sin condiciones a sus cuarteles y restauraban la democracia constitucional, en un plazo máximo de quince días», el bloque se vería obligado a tomar «las medidas necesarias, incluidas medidas punitivas contra los perpetradores».

#### Ultimátum y sanciones de la CEDEAO
El 30 de julio, la CEDEAO dio a la junta militar de Níger un ultimátum para que Bazoum fuera restituido como presidente en el plazo de una semana. En un comunicado leído por el presidente de la Comisión de la CEDEAO, Omar Touray, en la Cumbre Extraordinaria convocada en Abuya en respuesta al golpe, dijo que si no se atendía a sus demandas, «tomaría todas las medidas necesarias para restaurar el orden constitucional en la República de Níger» y que «tales medidas pueden incluir el uso de la fuerza». La respuesta del bloque hacia la junta difería drásticamente de las medidas tomadas con los recientes golpes de Estado en Malí, Burkina Faso y Guinea, que no implicaron la amenaza de la fuerza para restituir al gobierno derrocado.
La CEDEAO también anunció «sanciones inmediatas» contra Níger, incluido el cierre de fronteras terrestres y aéreas, la imposición de una zona de exclusión aérea en todos los vuelos comerciales hacia y desde Níger y la suspensión de todas las transacciones comerciales y financieras entre la CEDEAO y Níger. Los activos de las empresas estatales de Níger fueron congelados por el Banco Central de la CEDEAO, lo que llevó a la cancelación de una emisión de bonos de 30 000 millones de francos CFA (51 millones de dólares).

#### Manifestaciones a favor del golpe de Estado
En una marcha a petición de Tchiani y organizada por el Movimiento M62, que anteriormente se había opuesto al gobierno de Bazoum y la Operación Barkhane y apoyó la invasión rusa de Ucrania, miles de nigerinos a favor del golpe se reunieron en la Plaza de la Concertación de Niamey, frente a la Asamblea Nacional, y acudió a la embajada de Francia portando banderas nigerinas y rusas, con lemas como «¡Abajo Francia, fuera Barkhane, no nos importa la CEDEAO, la Unión Europea y la Unión Africana!», «Arresten a los ex dignatarios para devolver los millones robados», y «¡Abajo Francia, viva Putin!». Los manifestantes también pidieron una intervención inmediata del Grupo Wagner. Durante la marcha se cerraron las entradas a la embajada francesa y la estadounidense. Las paredes y las puertas de la embajada francesa fueron incendiadas y dañadas, mientras que los soldados nigerinos y el general Salifou Modi fueron vistos en el terreno instando a la multitud a dispersarse pacíficamente. La multitud se fue después de que la policía disparara ráfagas de gases lacrimógenos en respuesta. Las imágenes mostraban a personas cargadas en ambulancias con las piernas ensangrentadas.

#### 31 de julio
A instancias de la CEDEAO, el presidente de Chad, Mahamat Déby, se reunió con el general Tchiani y el presidente Bazoum en el palacio presidencial de Niamey. La Presidencia de Chad publicó imágenes de la reunión, marcando la primera aparición de Bazoum desde el golpe. Mientras tanto, el coronel Abdremane acusó a Hassoumi Massaoudou, todavía afirmando ser el líder interino en sustitución de Bazoum, de autorizar un ataque francés al palacio presidencial para liberar a Bazoum. El Ministerio de Relaciones Exteriores de Francia negó que existieran tales planes.
El ministro del Petróleo del presidente Bazoum, Mahamane Sani Mahamadou (hijo del expresidente Mahamadou Issoufou ); el ministro de Minería Ousseini Hadizatou y el jefe del comité ejecutivo nacional del Partido Nigerino para la Democracia y el Socialismo, Foumakoye Gado, fueron arrestados por la junta militar. Esto siguió a los arrestos del ministro de Transporte Oumarou Malam Alma y el exministro de Defensa Kalla Moutari, en la semana anterior.

### Agosto

#### 1 de agosto
La junta militar anunció que había reabierto las fronteras de Níger con Argelia, Burkina Faso, Malí, Libia y Chad.

#### 2 de agosto
Se informaron apagones continuos en ciudades de Níger, que la compañía eléctrica estatal Nigelec atribuyó a que Nigeria cortó el suministro. Si bien la Compañía de Transmisión de Nigeria se negó a comentar, una fuente anónima le dijo a la BBC que la medida siguió una directiva del presidente Bola Tinubu.
Los jefes militares de los Estados miembros de la CEDEAO se reunieron en Abuya, Nigeria, para discutir la situación y hablar sobre como  matarse en Níger. Al mismo tiempo, Inside Nigeria recogió una señal militar confidencial, dando órdenes al ejército nigeriano de nombrar unidades para una operación militar contra Níger, movilizar a las fuerzas armadas y establecer una zona de exclusión aérea. Horas más tarde, Costa de Marfil emitió un comunicado en el que apoyaba las sanciones de la CEDEAO y anunciaba la participación del país en la preparación para una intervención militar en Níger.
Una delegación de la junta militar de Níger encabezada por el general Salifou Modi viajó a Bamako, Malí y luego a Uagadugú, Burkina Faso. Surgieron especulaciones sobre si fueron a pedir el apoyo del Grupo Wagner, que tiene presencia en Malí.
En un discurso televisado, el general Tchiani calificó las sanciones impuestas al país de «cínicas e inicuas» y dijo que estaban destinadas a "humillar" a las fuerzas de seguridad de Níger y hacer que el país fuera «ingobernable». Insistió en que su régimen no cederá ante tales amenazas y llamó a los ciudadanos a defender el país.

#### 3 de agosto
La CEDEAO envió otra delegación a Níger para negociar con la junta, esta vez encabezada por el exlíder militar nigeriano Abdulsalami Abubakar y en la que también estaban el sultán de Sokoto, Muhammadu Sa'ad Abubakar y Omar Touray, presidente de la Comisión de la CEDEAO. Abdel-Fatau Musah, comisionado de Asuntos Políticos, Paz y Seguridad de la CEDEAO, dijo que «la opción militar es la última opción sobre la mesa, el último recurso, pero tenemos que prepararnos para la eventualidad». Sin embargo, los delegados no pudieron reunirse con el general Tchiani y otros miembros de la junta y se fueron el mismo día.
Otra manifestación a favor del golpe se llevó a cabo en la Plaza de la Independencia de Niamey con motivo del 63.º aniversario del Día de la Independencia de Níger. Esta vez, las fuerzas de seguridad bloquearon las carreteras que conducen a las embajadas de Francia y Estados Unidos para evitar ataques y vandalismo. La ministra de Relaciones Exteriores de Senegal, Aïssata Tall Sall, y su homólogo en Benín, Shegun Adjadi Bakari, confirmaron que sus países participarían en una intervención militar en Níger si la CEDEAO lo aprueba.
La junta militar censuró la emisión de los programas France 24 y Radio Francia Internacional (RFI), como había ocurrido meses antes en Malí y Burkina Faso. France24 fue seguido por una cuarta parte de la población de Níger cada semana y RFI fue la estación internacional más seguida en el país. Ambos medios protestaron por la decisión.
En un artículo de opinión publicado en The Washington Post, Bazoum, llamándose a sí mismo rehén, pidió a los EE. UU. y a la comunidad internacional que restablecieran el orden constitucional en Níger, advirtiendo que el golpe tendría consecuencias nacionales e internacionales devastadoras.
La junta anunció que había retirado acuerdos militares de Níger con Francia, en particular los que permitían estacionar tropas francesas en el país y regulaban el estatus del personal militar que lucha contra el yihadismo islámico en suelo nigerino. En un anuncio separado, después de que fracasaran las conversaciones de paz, ordenó la retirada de los embajadores de Níger en Francia, Nigeria, Togo y Estados Unidos.
En respuesta, Francia dijo que tomó nota de las acciones de la junta, pero procedió a recordarles que los acuerdos fueron firmados entre autoridades «legítimas».

#### 4 de agosto
La junta levantó el toque de queda que impuso desde el 26 de julio.
Bola Tinubu solicitó en una carta dirigida al Senado de Nigeria, su autorización para una intervención en Níger. Las imágenes mostraban cómo en los últimos días las tropas nigerianas se acumulaban en la frontera con Níger.
Un exasesor del presidente Bazoum le dijo a CNN que unos 130 funcionarios del gobierno electo habían sido arrestados desde el golpe, mientras que muchos otros estaban escondidos.

#### 5 de agosto
Surgieron informes de que la junta, a través del general Salifou Modi, había pedido formalmente asistencia al Grupo Wagner durante su visita a Malí.
Después de reunirse con el primer ministro de Bazoum, Ouhoumoudou Mahamadou, en París, la ministra de Relaciones Exteriores francesa, Catherine Colonna, anunció el apoyo del país a una intervención de la CEDEAO en Níger, sin especificar si proporcionaría apoyo militar.
El Senado nigeriano rechazó la solicitud del presidente Tinubu de autorizar una intervención militar en Níger, instándolo en cambio a resolver la crisis por medios más diplomáticos y a "andar con cautela". Sin embargo, la Constitución de Nigeria todavía permite al Presidente desplegar tropas en el extranjero sin la aprobación del Senado si el presidente cree que la seguridad nacional está bajo "amenaza o peligro inminente". Un grupo de senadores que representaban a las regiones cercanas o fronterizas con Níger declararon su oposición a la intervención militar.

#### 6 de agosto
El plazo de una semana para que la junta militar devolviera el poder a Bazoum o se enfrentara a una intervención militar expiró sin que la CEDEAO llevara a cabo su amenaza.
En Niamey, alrededor de 30 000 personas se unieron a una manifestación a favor de la junta en el Stade Général Seyni Kountché a la que también asistió el general Mohamed Toumba, miembro de la junta.
El presidente argelino Abdelmadjid Tebboune expresó su oposición a cualquier intervención militar, afirmando que tales acciones podrían "encender toda la región del Sahel".
La junta dio a Francia 30 días para abandonar Níger, de acuerdo con el Acuerdo de Cooperación Técnica Militar de 1977.
La junta cerró el espacio aéreo del país nuevamente, citando la amenaza de una intervención militar, y el portavoz coronel Abdremane afirmó que había habido un despliegue previo de fuerzas en dos países centroafricanos, a quienes no identificó.  También acusó a una "potencia extranjera" de preparar "un ataque" contra el país en coordinación con la CEDEAO.
El ejército nigerino comenzó a traer refuerzos a Niamey en previsión de una invasión, con un convoy de unas 40 camionetas que llegaban al anochecer.

#### 7 de agosto
El ministro de Relaciones Exteriores italiano,Antonio Tajani, pidió a la CEDEAO que extendiera el plazo del ultimátum.
Malí y Burkina Faso anunciaron planes para enviar delegaciones a Níger para "expresar solidaridad" con la junta.
Simon Ekpa, el jefe con sede en Finlandia de un autoproclamado gobierno de Biafra en el exilio, dijo que apoyaría a la junta nigerina y sus aliados en caso de una intervención de la CEDEAO.
La CEDEAO anunció planes para celebrar una cumbre el 10 de agosto para discutir sus próximos pasos en la situación en Níger.
La subsecretaria de Estado en funciones de Estados Unidos, Victoria Nuland, se reunió con el miembro de la junta y jefe del Estado Mayor Militar, el general Moussa Salaou Barmou, en Niamey durante dos horas para ofrecer ayuda estadounidense para restaurar el gobierno constitucional, pero indicó que la junta no aceptó la idea, y agregó que las conversaciones fueron "extremadamente francas y a veces bastante difíciles". La junta tampoco le permitió reunirse con el presidente Bazoum y lo describió como bajo "virtual arresto domiciliario".
La junta nombró al economista Ali Lamine Zeine como nuevo primer ministro. Zeine se había desempeñado como ministro de finanzas hasta 2010, y más tarde trabajó en el Banco Africano de Desarrollo.

#### 8 de agosto
Una delegación conjunta compuesta por funcionarios de la CEDEAO, las Naciones Unidas y la Unión Africana intentó mantener conversaciones con la junta, pero se les negó la entrada.  En respuesta, Nigeria anunció sanciones adicionales dirigidas a las personas involucradas en el golpe a través del Banco Central de Nigeria.
Un funcionario anónimo del gobierno nigeriano declaró que Nigeria puede proporcionar más de la mitad de los 25.000 soldados para una invasión de Níger.
El secretario de Estado de Estados Unidos, Antony Blinken, dijo que Washington apoyaba los esfuerzos de África Occidental para restaurar el orden constitucional en Níger. En una entrevista separada con la BBC, Blinken también dijo que si bien Estados Unidos no creía que el golpe de Níger fuera instigado por Rusia o Wagner, habían tratado de aprovecharlo, advirtiendo que las consecuencias adversas seguirían a raíz de la entrada de Wagner.

#### 9 de agosto
El secretario de Estado de Estados Unidos, Antony Blinken, dijo que había hablado con Bazoum, exigiendo su liberación de la detención y expresando su apoyo a una "resolución pacífica" de la crisis en Níger.
Rhissa Ag Boula, exlíder del grupo rebelde Frente para la Liberación de Aïr y Azaouak (FLAA) que participó en dos rebeliones del pueblo tuareg en las décadas de 1990 y 2000, acusó a la junta de orquestar una "tragedia" y anunció la formación de un Consejo de Resistencia para la República. (CRR), que tenía como objetivo derrocar a la junta y restaurar a Bazoum en el cargo. También dijo que apoyaba la intervención internacional de la CEDEAO y otros actores para hacerlo. Otro miembro de CRR dijo que varias figuras políticas nigerinas se habían unido al grupo, pero se negaron a salir públicamente por razones de seguridad.
Una declaración del partido político de Bazoum, el Partido Nigerino para la Democracia y el Socialismo, dijo que él y su familia habían estado sin electricidad y agua corriente durante una semana, y que solo les quedaban alimentos secos y enlatados para comer.
Los ministros de Relaciones Exteriores de Malí y Burkina Faso emitieron una carta conjunta a las Naciones Unidas y a la Unión Africana, pidiendo al Consejo de Seguridad de la ONU y al Consejo Africano de Paz y Seguridad que impidan cualquier acción militar contra Níger.
La junta acusó a Francia de liberar a 16 "elementos terroristas" que luego lanzaron un ataque contra una unidad de la Guardia Nacional en Bourkou Bourkou, a 30 kilómetros (19 millas) de la mina de oro Samira Hill en la región de Tillabéri. También acusó a Francia de enviar un avión militar para violar el espacio aéreo nigeriano como parte de un plan más amplio para desestabilizar el país. El Ministerio de Relaciones Exteriores francés negó las afirmaciones y la veracidad del ataque, al tiempo que insistió en que la entrada del avión era parte de un acuerdo anterior con las fuerzas nigerinas.
Sanusi Lamido Sanusi, ex emir de Kano y gobernador del Banco Central de Nigeria, que también es un venerado líder espiritual islámico sufí en la región, visitó Níger y se reunió con el general Tchiani. No hubo detalles de su discusión disponibles de inmediato.
Otra reunión entre la misión conjunta de la CEDEAO, la ONU y la UE con la junta se pospuso después de que esta última dijera que no era el momento adecuado para reunirse con ellos. 

#### 10 de agosto
La junta declaró un nuevo gobierno, nombrando a 21 ministros encabezados por el primer ministro Zeine en un anuncio en la televisión estatal del "secretario general del gobierno" Mahamane Roufai Laouali. Tres generales que eran miembros del CNSP fueron nombrados para dirigir los ministerios del interior, defensa y deportes.

#### Cumbre de la CEDEAO
La CEDEAO abrió su segunda reunión de emergencia en Abuya con respecto a la situación en Níger, y el presidente nigeriano Bola Tinubu reiteró en su discurso de apertura que el bloque evaluaría las soluciones a la situación y calificó el golpe de "amenaza" para África Occidental. No está claro si hay representantes de Burkina Faso, Guinea o Níger. Sin embargo, el presidente mauritano Mohamed Ould Ghazouani, cuyo país abandonó la CEDEAO en 2000, y el presidente burundés Évariste Ndayishimiye  también asistieron.  Tras la cumbre, la CEDEAO ordenó la activación inmediata de su fuerza militar de reserva con el fin de restablecer el orden constitucional en Níger.

#### 11 de agosto
La junta amenazó con matar a Bazoum si la CEDEAO lanzaba una intervención.
Miles de partidarios de la junta protestaron cerca de una base militar francesa en las afueras de Niamey cantando consignas antifrancesas y ondeando banderas rusas.
En una entrevista con The Guardian, la hija de Bazoum dijo que había permanecido en contacto telefónico casi diario con miembros detenidos de su familia de París, y agregó que habían estado perdiendo peso bajo condiciones de salud deterioradas.
El presidente de Costa de Marfil, Alassane Ouattara, dijo que una intervención se llevaría a cabo lo antes posible.
El secretario de Estado de Estados Unidos, Antony Blinken, expresó su apoyo a la CEDEAO sin respaldar explícitamente una intervención militar. Blinken también reiteró que Estados Unidos responsabilizaría a la junta por la seguridad de Bazoum, su familia y otros miembros detenidos de su gobierno.
Rusia advirtió a la CEDEAO contra la intervención militar, alegando que resultaría en una "confrontación prolongada" y desestabilizaría la región del Sahel.
Una fuente del gobierno nigeriano dijo que la junta se reunió con dos enviados del presidente Tinubu en Niamey, pero no reveló los detalles de su discusión.
La CEDEAO suspendió una reunión militar clave para informar a los líderes de la organización sobre "las mejores opciones" para activar y desplegar la fuerza de reserva citando "preocupaciones técnicas".

#### 12 de agosto
El embajador de Níger en Washington, Mamadou Kiari Liman-Tinguiri, pidió a Estados Unidos y otros aliados de Bazoum que organizaran una misión de rescate para salvar su vida, alegando que la junta lo estaba matando de hambre.
Una delegación de la junta encabezada por el general Moussa Salaou Barmou se reunió con el líder militar guineano Mamady Doumbouya en Conakri, quien reiteró la solidaridad de su junta con Níger.
Otra manifestación fue celebrada en Niamey por miles de partidarios de la junta contra la CEDEAO y la intervención militar en el país.
La junta dijo que los líderes religiosos locales se reunieron con el gobierno militar buscando mediar entre él y la CEDEAO.
Burkina Faso suspendió al grupo de medios Omega, una estación de radio propiedad y operada por el exministro de Relaciones Exteriores Alpha Barry, por transmitir una entrevista "insultante" con el portavoz nigeriano pro-Bazoum Ousmane Abdoul Moumouni, que criticó a la junta y apoyó la restauración de Bazoum. El gobierno afirmó que la entrevista "claramente" hizo campaña por "la violencia y la guerra contra el pueblo soberano de Níger".
La CEDEAO anunció planes para enviar una delegación a Niamey para entablar negociaciones con la junta sobre la perspectiva de una restauración pacífica de Bazoum como presidente.
Debido al deterioro de su salud, Bazoum fue visitado por un médico, quien le dio comida a él y a su familia.

#### 13 de agosto
Una delegación patrocinada por Nigeria dijo que la junta estaba abierta a la diplomacia para resolver el enfrentamiento con la CEDEAO.
La junta anunció que procesaría al expresidente Bazoum por «alta traición» y «socavar la seguridad del país».

#### 14 de agosto
El Consejo de Paz y Seguridad de la Unión Africana se reunió en su sede situada en Adís Abeba, Etiopía, con el propósito de recibir una actualización exhaustiva sobre los acontecimientos que se desarrollan en Níger, junto con los esfuerzos concertados emprendidos para abordar y gestionar eficazmente la situación prevaleciente.
Los Estados Unidos y las Naciones Unidas expresaron su preocupación por la intención de la junta de enjuiciar al expresidente Bazoum. Estados Unidos dijo que creía que aumentaría las tensiones y obstaculizaría las posibilidades de una resolución pacífica de la crisis.  El portavoz de la ONU, Stephane Dujarric, dijo que los planes eran "muy preocupantes".
El primer ministro Zeine, instalado por los militares, caracterizó las sanciones impuestas a la junta por la CEDEAO como un "desafío injusto". Sin embargo, transmitió optimismo sobre la capacidad del país para superar estos desafíos.

#### 15 de agosto
El Primer Ministro Zeine visitó Chad y se reunió con el presidente Mahamat Déby y el Primer Ministro Saleh Kebzabo.  A su regreso, Zeine anunció que la junta "reiteró" su apoyo al diálogo, pero "insistió en la necesidad de que el país fuera independiente".
En una llamada telefónica con el líder de la junta militar de Malí, Assimi Goïta, el presidente ruso, Vladímir Putin, reiteró el uso de "medios políticos y diplomáticos exclusivamente pacíficos" para resolver la crisis de Níger.
La portavoz del Pentágono, Sabrina Singh, dijo que la situación en Níger "parece un intento de golpe de Estado", lo que refleja la continua negativa de Estados Unidos a llamar a los eventos en Níger un golpe de Estado.
Los residentes de Niamey comenzaron los preparativos para un reclutamiento masivo voluntario de ciudadanos mayores de 18 años para ayudar a los militares en caso de una invasión. Los organizadores dijeron que el proceso comenzará el 19 de agosto, especialmente en las fronteras con Benín y Nigeria.
El Ministerio de Defensa de Níger informó que grupos armados lanzaron un asalto contra un destacamento del ejército cerca de Koutougou, cerca de la frontera entre Malí y Burkina Faso, que mató al menos a 17 soldados nigerinos e hirió a 20. Los militares afirmaron haber "neutralizado" a 100 militantes.  La CEDEAO condenó el ataque y envió sus condolencias a las familias afectadas.

#### 16 de agosto
La junta retiró al embajador de Níger en Costa de Marfil en respuesta a la declaración del presidente Alassane Ouattara de apoyar a la intervención armada contra la junta militar.

#### 17 de agosto
Los jefes militares de la CEDEAO convocaron una reunión de dos días en Acra, Ghana, para discutir una posible intervención militar contra la junta. El bloque declaró que todos sus Estados miembros activos, excepto Cabo Verde y Liberia, estaban listos para participar en la fuerza de reserva para restaurar Bazoum.
La ministra de Relaciones Exteriores de Alemania, Annalena Baerbock, pidió a la Unión Europea que imponga sanciones a la junta después de mantener conversaciones con el presidente de la Comisión de la Unión Africana, Moussa Faki Mahamat, el secretario de Estado de Estados Unidos, Antony Blinken, y otras partes interesadas.
El mayor general estadounidense Marcus Hicks, ex comandante del Comando de Operaciones Especiales de África, declaró en una entrevista con CNN que Estados Unidos estaba buscando formas de mantener su presencia militar en Níger independientemente del gobierno a cargo, de ahí que el Pentágono y la Casa Blanca se abstuvieran de llamar a las acciones en Níger un golpe de Estado. Hicks agregó que el ejército estadounidense tenía la intención de mantener sus bases militares y de aviones no tripulados en Níger si la junta prevalecía.
Los jefes religiosos togoleses en una reunión de los principales obispos católicos en África occidental, anunciaron su oposición a una intervención militar y pidieron a la CEDEAO y a la junta que entablen conversaciones diplomáticas bilaterales. Expresaron su preocupación de que una intervención solo desestabilizaría la región e hicieron un llamamiento a las partes involucradas para que "no se sumen a la difícil situación del pueblo nigeriano".

#### 18 de agosto
El jefe de derechos humanos de la ONU, Volker Türk, registró su desacuerdo sobre los planes de la junta para procesar al expresidente Bazoum, diciendo que los cargos en su contra no tenían "base legal".
El comandante de la Fuerza Aérea de Estados Unidos para África declaró su disposición a evacuar las bases de aviones no tripulados estadounidenses en Níger a medida que aumenta la situación.
Al final de su reunión en Acra, el comisionado de la CEDEAO para Asuntos Políticos, Paz y Seguridad, Abdel-Fatau Musah, dijo que el bloque regional había establecido un "día D" para una posible intervención militar contra la junta, pero se negó a revelar la fecha. Sin embargo, el organismo sostuvo que todavía estaba abierto a medios diplomáticos para resolver la crisis.

#### 19 de agosto
Una delegación de la CEDEAO encabezada por Abdulsalami Abubakar llegó a Niamey para conversar con la junta, uniéndose al Representante Especial de la ONU para África Occidental y el Sahel, Leonardo Santos Simao, quien llegó el 18 de agosto. El grupo se reunió con Tchiani y más tarde con Bazoum. Sin embargo, un funcionario dijo más tarde que la discusión de aproximadamente dos horas con la junta dio pocos resultados.
Malí y Burkina Faso enviaron aviones de combate Super Tucano a Níger en una muestra de solidaridad con la junta después de la reunión militar de la CEDEAO en Acra.
La junta anunció la formación de los Voluntarios para la Defensa de Níger (VDN), una fuerza de milicia civil para combatir una posible intervención militar de la CEDEAO. Se espera que el reclutamiento de voluntarios comience el 26 de agosto en Niamey.
Durante un discurso en la televisión nacional, Tchiani propuso una posible transición de tres años a un gobierno civil y dijo que la junta no tenía como objetivo "confiscar el poder", y agregó que una intervención militar "no sería el paseo por el parque que algunas personas parecen pensar".
Los partidarios de la junta se vieron obligados a detener un censo de personas dispuestas a ofrecerse como voluntarios para roles no militares en defensa contra la intervención de la CEDEAO, diciendo que se habían visto abrumados por el número de personas que se presentaron.
La embajadora estadounidense Kathleen A. FitzGibbon llegó a Níger para dirigir una misión diplomática y reforzar los esfuerzos para ayudar a resolver la crisis.

#### 22 de agosto
El Consejo de Paz y Seguridad (PSC) de la Unión Africana anunció la suspensión inmediata de la participación de la República de Níger de todas las actividades de la UA y sus órganos e instituciones hasta el restablecimiento efectivo del orden constitucional en el país.

#### 23 de agosto
El ministro de Exteriores de Argelia, Ahmed Attaf, anunció el inicio de conversaciones con sus homólogos de Nigeria, Benín y Ghana en un intento por resolver la crisis desatada en Níger.

#### 29 de agosto
Bola Ahmed Tinubu, presidente de Nigeria y jefe de turno de la Comunidad Económica de Estados de África Occidental (Cedeao), declaró que busca "frenar" a ese bloque para impedir una intervención militar contra la junta golpista de Níger. La posibilidad una intervención militar regional contra la junta que tomó el poder en Níger se discutía desde el 30 de julio pero por el momento se sigue negociando y utilizando la opción diplomática.

#### 31 de agosto
La junta también prohibió temporalmente a las agencias de la ONU y a las organizaciones no gubernamentales operar en áreas que designó como "zonas de operación" militar, citando la situación de seguridad.
El presidente Tinubu propuso que la junta acortara su transición a un gobierno civil a nueve meses, mientras que advirtió que las sanciones contra la junta por parte de la CEDEAO se mantendrían hasta que el régimen hiciera "ajustes positivos".

### Septiembre

#### 1 de septiembre
El Movimiento M62 organizó una sentada de tres días frente a la guarnición militar francesa en Niamey para exigir que sus tropas se fueran. La manifestación del 2 de septiembre fue la más grande de su tipo desde el golpe, atrayendo a decenas de miles de participantes.

#### 4 de septiembre
La junta reabrió el espacio aéreo de Níger a los vuelos comerciales más de un mes después del golpe, pero mantuvo la prohibición de todos los vuelos militares operativos y otros que requieran autorización previa de las autoridades pertinentes.

#### 5 de septiembre
El primer ministro Zeine dijo que Níger todavía estaba expectante de una rápida retirada militar francesa del país. Fuentes del gobierno francés dijeron más tarde a los periodistas que se estaban llevando a cabo conversaciones con la junta para una "retirada parcial" de los soldados franceses en Níger.
La UE acusó a la junta de obstruir la visita de su embajador en Níger, Salvador Pinto da Franca, a la embajada francesa.

#### 7 de septiembre
Reuters, citando a un oficial militar, informó que el ejército estadounidense había comenzado a retirar personal no esencial de Níger y transferir algunas de sus tropas y equipos de su base cerca de Niamey a Agadez en coordinación con el ejército nigeriano como medida de precaución.

#### 8 de septiembre
Stephane Jullien, un empresario francés que había representado los intereses de los expatriados franceses en la embajada en Niamey, fue arrestado por las autoridades nigerinas. El Ministerio de Asuntos Exteriores francés anunció su liberación el 14 de septiembre.

#### 9 de septiembre
La junta acusó a Francia de desplegar soldados y equipos en los Estados miembros de la CEDEAO, particularmente en Senegal, Costa de Marfil y Benín, como parte de una "agresión" planificada contra Níger junto con el bloque regional.

#### 12 de septiembre
La junta denunció un acuerdo de cooperación militar hecho por el gobierno de Bazoum con Benín en 2022, citando su apoyo a la intervención de la CEDEAO y otros actos de "agresión" contra Níger.
El ex primer ministro Hama Amadou, rival político de Bazoum, regresó a Níger después de pasar dos años en el exilio en Francia.

#### 13 de septiembre
El ejército estadounidense reanudó las operaciones regulares en Níger después de una pausa de un mes causada por el golpe.

#### 14 de septiembre
Francia prohibió que todos los lugares culturales que reciben subsidios del gobierno francés cooperen con artistas de Malí, Níger y Burkina Faso. Lugares como teatros nacionales franceses, centros de drama y coreografía se encontraban entre los afectados por la prohibición. El vicepresidente del sindicato de Empresas Artísticas y Culturales, Bruno Lobé, criticó la decisión del gobierno, calificándola de "verdadera catástrofe" para los artistas y la "imagen de Francia". La ministra de Cultura francesa, Rima Abdul Malak, dijo que tal medida se debía a "preocupaciones de seguridad" después de los golpes de Estado en esos países, e insistió en que solo se hizo por razones prácticas, ya que no se podía emitir una visa en esas naciones en medio de conflictos en curso.

#### 15 de septiembre
La junta canceló más de 990 pasaportes diplomáticos emitidos a funcionarios del gobierno de Bazoum, otros ciudadanos afiliados y unos 50 extranjeros.
El presidente Macron acusó a la junta de bloquear las entregas de alimentos a la embajada francesa en Niamey y de mantener virtualmente al embajador Sylvain Itte y su personal como "rehenes", y agregó que Itte se había visto reducido a vivir de "raciones militares".

#### 16 de septiembre
Níger, Malí y Burkina Faso firmaron un pacto de seguridad del Sahel para apoyarse mutuamente en casos de "rebelión o agresión externa". "Cualquier ataque a la soberanía y la integridad territorial de una o más partes contratadas será considerado una agresión contra las otras partes", según la carta del pacto, conocida como la Alianza de los Estados del Sahel.

#### 18 de septiembre
El presidente depuesto Bazoum, a través de su abogado Seydou Diagne, presentó una demanda impugnando su detención por la junta en el Tribunal de Justicia de la CEDEAO en Abuya y exigiendo su liberación. 

#### 22 de septiembre
La junta acusó al secretario general de las Naciones Unidas, António Guterres, de obstruir la participación de Níger en la 78.ª Asamblea General de las Naciones Unidas en la ciudad de Nueva York después de que el organismo aplazó una decisión sobre si reconocer al ministro de Relaciones Exteriores de la junta, Bakary Yaou Sangaré, como representante del país en el evento luego de una contrademanda del gobierno de Bazoum.

#### 23 de septiembre
La junta prohibió todos los vuelos comerciales y chárter franceses, incluidos los operados por Air France, que dijo que "ya no estaba volando sobre el espacio aéreo nigeriano".

#### 24 de septiembre
El presidente Macron anunció que Francia retiraría sus tropas de Níger antes de finales de 2023. También anunció que el embajador Itté y otros funcionarios diplomáticos en el país serían retirados.

#### 28 de septiembre
Una unidad militar fue "atacada por varios cientos de terroristas" en Kandadji en la región de Tillaberri, matando a siete soldados. Posteriormente, los refuerzos se involucraron en un accidente de tráfico en el camino, matando a cinco soldados más. Otras siete personas resultaron heridas en el incidente.

### Octubre

#### 2 de octubre
El Ministerio de Relaciones Exteriores argelino anunció que la junta había aceptado un proceso de mediación auspiciado por Argelia y un plan de transición de seis meses hacia el restablecimiento del gobierno civil en Níger.
29 soldados nigerinos murieron y dos resultaron gravemente heridos en un presunto ataque yihadista al noroeste de Tabatol, cerca de la frontera con Malí. Las autoridades afirmaron que "varias docenas de terroristas" también murieron.

#### 5 de octubre
El ejército francés anunció que comenzaría a retirar sus fuerzas de Níger en coordinación con las autoridades locales.

#### 6 de octubre
Estados Unidos anunció que se estaba preparando para designar oficialmente el golpe de Estado militar en Níger.

#### 9 de octubre
Argelia suspendió su mediación con la junta nigerina tras una reunión inconclusa entre el ministro de Asuntos Exteriores argelino, Ahmed Attaf, y su homólogo en Niamey, y las críticas del primer ministro Zeine a la "manipulación" de Argelia sobre la mediación. 

#### 10 de octubre
Los primeros soldados franceses salieron de Níger en un convoy terrestre escoltado localmente en dirección a Chad. Estados Unidos reconoció formalmente los acontecimientos en Níger como un golpe de Estado y retiró unos 500 millones de dólares en ayuda económica. 
La junta ordenó la salida de Louise Aubin, jefa de la misión diplomática de la ONU en Níger, en un plazo de 72 horas, y el Ministerio de Relaciones Exteriores acusó a la ONU de usar "obstáculos" para evitar que el país participara en la Asamblea General de la ONU en septiembre. 

#### 15 de octubre
Seis soldados y 31 "terroristas" murieron en operaciones militares en la zona de Lemdou, en la región de Tillaberi, cerca de la frontera con Burkina Faso, que se prolongaron hasta el día siguiente. También resultaron heridos 18 soldados. 

#### 18 de octubre
La junta afirmó que había frustrado un intento de fuga de Bazoum y su partido en helicóptero a Nigeria.  Los abogados de Bazoum calificaron el informe de "fabricado" y dijeron que estaba recluido en régimen de incomunicación. 
Las primeras tropas francesas retiradas de Níger llegaron a Chad. 

#### 27 de octubre
El medio estatal francés RFI informó que la CEDEAO estaba desmovilizando silenciosamente sus fuerzas y citó a un diplomático de un estado miembro diciendo que "ya nadie está optando por la intervención militar". 

#### 30 de octubre
El presidente de Estados Unidos, Joe Biden, anunció que excluiría a Níger, junto con otros tres países africanos, del programa comercial de la Ley de Crecimiento y Oportunidades para África (AGOA, por sus siglas en inglés), citando la incapacidad de establecer o lograr avances consistentes en la salvaguardia del pluralismo político y el estado de derecho.

### Noviembre

#### 6 de noviembre
La junta pidió formalmente a Togo que mediara en sus negociaciones con la comunidad internacional, en particular con la CEDEAO, tras las conversaciones entre el ministro de Defensa, Salifou Modi, y el presidente togolés, Faure Gnassingbé, en Lomé. 

#### 17 de noviembre
Tchiani, en su primera aparición pública desde el golpe de Estado de julio, inauguró una comisión anticorrupción y un tribunal estatal que sustituyó al disuelto tribunal de casación y al consejo de Estado.

#### 22 de noviembre
La junta presentó una apelación ante el Tribunal de Justicia de la CEDEAO para ordenar el levantamiento de las sanciones impuestas a Níger por otros Estados miembros de la CEDEAO, citando sus efectos en la economía del país.

#### 23 de noviembre
Tchiani viajó a Malí como parte de su primer viaje internacional desde el golpe de Estado, reuniéndose con el líder militar Assimi Goita y el líder militar burkinés Ibrahim Traoré en Bamako. 

#### 26 de noviembre
La compañía eléctrica nigerina Nigelec puso en marcha una planta fotovoltaica de 30 megavatios para compensar la escasez de electricidad provocada por las sanciones impuestas tras el golpe. La puesta en marcha inicial de la planta, el 25 de agosto, se retrasó después de que "la mayor parte del personal técnico" se marchara debido al golpe.

### Diciembre

#### 2 de diciembre
Níger, junto con Burkina Faso, anunció que se retiraría del G5 Sahel, afirmando que la alianza no estaba alcanzando sus objetivos. 

#### 3 de diciembre
Una delegación de Rusia encabezada por el viceministro de Defensa, Yunús-bek Yevkúrov, llegó a Níger para reunirse con Tchiani y el ministro de Defensa, Salifou Modi, y al día siguiente se celebraron reuniones adicionales para discutir cuestiones militares y de defensa. 

#### 8 de diciembre
Tchiani se reunió con el presidente togolés, Faure Gnassingbé, durante una visita a Lomé para fortalecer las relaciones entre los dos países. Ambos líderes "reafirmaron la voluntad de fortalecer la cooperación bilateral" y se anunció la apertura de una embajada togolesa en Niamey. 

#### 14 de diciembre
El presidente del parlamento de la CEDEAO, Sidie Tunis, dijo que la organización levantaría sus sanciones contra Níger a cambio de la liberación de Bazoum. 

#### 15 de diciembre
El Tribunal de Justicia de la CEDEAO ordenó la liberación y la restitución de Bazoum como presidente de Níger. 

#### 22 de diciembre
Francia anunció que cerraría su embajada en Níger, diciendo que "ya no podía funcionar normalmente o cumplir con sus misiones" debido a las restricciones impuestas por la junta. Esto se produjo cuando las últimas tropas francesas abandonaron Níger después de que los líderes militares del país les ordenaran retirarse.

#### 27 de diciembre
Benín eliminó la prohibición del flujo de bienes importados hacia Níger a través del puerto de Cotonú. Esta regla se había impuesto debido a las sanciones de la CEDEAO contra la junta militar en julio de ese mismo año.

### Enero 2024

#### 2 de enero
La embajada francesa en Niamey fue oficialmente cerrada hasta nuevo aviso. Sus funciones se trasladaron a París.

#### 28 de enero
El gobierno de Níger, junto al de Mali y Burkina Faso, anunciaron su salida de la CEDEAO, acusando a la organización de haber "abandonado los ideales de sus fundadores y el Panafricanismo" bajo presión extranjera, y de haber impuesto sanciones "inhumanas" para derrocar a sus gobiernos militares.

### Febrero 2024

#### 24 de febrero
La CEDEAO anunció que iba a suspender las sanciones contra Níger de manera inmediata por motivos humanitarios, y como parte de un esfuerzo para promover el diálogo y persuadir a la junta militar para que revierta su decisión de abandonar la CEDEAO.

### Marzo 2024

#### 13 de marzo
Nigeria reabrió su frontera con Níger.

#### 16 de marzo
La junta militar de Níger revoco un acuerdo militar con los Estados Unidos que le permitía a las fuerzas militares estadounidenses operar en su territorio. El anuncio se hizo poco después de la visita de la Secretaria de Estado para Asuntos Africanos, Molly Phee, y el comandante de AFRICOM, Michael Langley.Hasta el 2023 había un total de 1100 soldados estadounidenses en Níger instalados en dos bases militares diferentes, una de ellas siendo construida especialmente para las fuerzas armadas estadounidenses al costo de más de 100 millones de dólares.

### Abril 2024

#### 11 de abril
Llegan a Níger los primeros instructores militares rusos para entrenar a las Fuerzas Armadas Nigerinas.

#### 19 de abril
Después de una reunión entre el Subjefe del departamento de Estado Kurt Campbell y el primer ministro de Níger Ali Lamine Zeine el gobierno estadounidense acordó retirar todas las tropas estadounidenses acuarteladas en Níger.

### Mayo 2024

#### 19 de mayo
Los gobiernos de Níger y Estados Unidos lanzaron un anuncio acerca de la retirada de las tropas estadounidenses de Níger. En el anuncio se menciona que las tropas estadounidenses completaran su retirada el 15 de septiembre de 2024.

### Junio 2024

#### 10 de junio
Las tropas estadounidenses acuarteladas en Níger comenzaron su proceso de retirada del país.

#### 14 de junio
La Corte de Estado de Níger eliminó la inmunidad legal del presidente derrocado Mohamed Bazoum.

#### 20 de junio
El gobierno militar suspendió la licencia que la empresa de energía nuclear francesa Orano había obtenido para explotar la Mina de uranio de Imouraren.

### Julio 2024

#### 7 de julio
Las tropas estadounidenses completaron su retirada de la Base Aérea 101, localizada cerca del Aeropuerto Internacional Diori Hamani en Niamey.

### Agosto 2024

#### 5 de agosto
El gobierno estadounidense traspaso el control de la Base Aérea 201, localizada en Agadez, al gobierno nigerino.

### Septiembre 2024

#### 16 de septiembre
Las últimas tropas estadounidenses presentes en Níger completaron su retirada del país.

## Evacuación de extranjeros
El 1 de agosto, el Ministerio de Relaciones Exteriores de Francia anunció que se preparaba para evacuar a sus ciudadanos y a otros ciudadanos europeos a partir de ese día, citando los disturbios en Niamey, el ataque a su embajada y el cierre del espacio aéreo de Níger. El Ministerio de Relaciones Exteriores de Alemania aconsejó a sus ciudadanos, cuyo número en Níger estimó en menos de 100 (excluyendo al personal militar), que se unieran a los vuelos.
El Ministerio de Defensa español dijo que evacuaría por aire a más de 70 españoles en Níger.
El 2 de agosto se realizaron los primeros vuelos de evacuación. Un avión militar italiano transportó a 87 evacuados de Níger y aterrizó en Roma, mientras que 262 evacuados llegaron en un vuelo de evacuación francés en París. En los días siguientes, Francia evacuó a casi mil en otros tres vuelos.
El Departamento de Estado de los EE. UU. ordenó la evacuación del personal gubernamental que no sea de emergencia y los familiares elegibles de su Embajada, que permanecería abierta para «servicios de emergencia limitados para ciudadanos estadounidenses». El Reino Unido también ordenó una reducción de personal en su embajada.
En respuesta a las evacuaciones, el movimiento M62 pidió un bloqueo pacífico del aeropuerto de Niamey hasta que las fuerzas militares extranjeras abandonaran el país.
Cabo Verde también evacuó a ocho de sus ciudadanos en un vuelo francés a París y debían llegar a Cabo Verde el 3 de agosto.

## Reacciones

### Nacionales
La coalición política gobernante de Níger denunció el golpe como «una locura suicida y antirrepublicana», mientras que la coalición de oposición expresó su apoyo a las quejas de los militares pero desaprobó cualquier cambio político por la fuerza. Dos funcionarios adjuntos del gabinete de Bazoum, Daouda Takoubakoye y Oumar Moussa, dijeron que las declaraciones de Tchiani sobre el golpe eran «mentiras» y lo acusaron a él y a la guardia presidencial de organizar el golpe para «beneficio personal». El primer ministro de Bazoum, Ouhoumoudou Mahamadou, también expresó su apoyo al presidente y saludó la imposición de sanciones por parte de la CEDEAO a la junta militar como «muy satisfactoria y lógica», al tiempo que insistió en que las manifestaciones antifrancesas en Niamey no representaban al pueblo nigerino como tal.
Se dice que el predecesor de Bazoum como presidente, Mahamadou Issoufou, así como otros exlíderes, participaron en las negociaciones iniciales para liberar a Bazoum y retirar la guardia presidencial.

### Internacionales
A diferencia del golpe en Guinea, la Comunidad Económica de los Estados de África Occidental (CEDEAO) no ha enviado oficialmente un mediador o representante a Níger para las negociaciones. El 30 de julio, la CEDEAO dio a los líderes del golpe de Níger un plazo de una semana para devolver el poder a Bazoum o enfrentar sanciones internacionales y/o el uso de la fuerza . El mismo día, los líderes de la CEDEAO dijeron que impondrían de inmediato una zona de exclusión aérea sobre el país para todos los vuelos comerciales y el cierre de las fronteras con Níger. También se anunció una serie de sanciones, incluida la suspensión de todas las transacciones comerciales y financieras entre sus Estados miembros y Níger y la congelación de activos y restricciones de viaje para el personal militar involucrado en el golpe. Uno de los resultados de estas sanciones fue la cancelación por parte del Banco Central de los Estados de África Occidental (BCEAO) de una emisión de bonos planificada de 30 000 millones de francos CFA (51 millones de dólares) por parte de Níger programada para el 31 de julio en el mercado de deuda regional de África Occidental. El 2 de agosto, el Banco Mundial suspendió los desembolsos a Níger hasta nuevo aviso.
El golpe fue condenado por el Banco Mundial, la Unión Africana, la Comunidad Económica de los Estados de África Occidental, la Organización de las Naciones Unidas, Argelia, la Unión Europea, Francia y los Estados Unidos; varios de ellos, así como el Alto Comisionado de las Naciones Unidas para los Derechos Humanos, Volker Türk, han pedido la liberación inmediata de Bazoum. El presidente de Benín, Patrice Talon, que planeaba ir a Níger en nombre de la CEDEAO para mediar, calificó el golpe de «mala conducta militar». El presidente de Kenia, William Ruto, calificó el golpe como un «grave revés» para África. El presidente de Chad Mahamat Déby, que fue invitado a la cumbre de la CEDEAO que emitió el ultimátum, se ofreció como voluntario para viajar a Níger para negociar con la junta militar. Después de su llegada, se reunió con el general Tchiani, el líder adjunto de la junta, el general Salifou Modi, y el presidente Bazoum.
Estados Unidos se refirió formalmente al golpe como «un esfuerzo por tomar el poder por la fuerza y alterar la constitución», sin llegar a describirlo como tal, ya que hacerlo implicaría la retirada de la ayuda económica y militar a la nación. La UE y Francia retuvieron la ayuda financiera y de desarrollo a Níger y suspendieron todos los acuerdos de cooperación en materia de seguridad con el país. Francia declaró que seguía reconociendo a Bazoum como el «único presidente» de Níger, y la CEDEAO también afirmó que reconocía a Bazoum como el «presidente legítimo y legal de Níger».
Mali y Burkina Faso emitieron una declaración conjunta advirtiendo contra la intervención militar extranjera en Níger y dijeron que hacerlo sería una «declaración de guerra» contra sus naciones. El comunicado declaraba que «los gobiernos de transición de Burkina Faso y Malí expresan su solidaridad fraterna... al pueblo de Níger, que ha decidido con plena responsabilidad tomar en sus manos su destino y asumir la plenitud de su soberanía ante la historia». Estos países también dijeron que no harían cumplir las sanciones de la CEDEAO, refiriéndose a ellas como «ilegales, ilegítimas e inhumanas». El presidente de Guinea, Mamady Doumbouya, también condenó las sanciones por motivos similares. Argelia advirtió contra cualquier intervención militar extranjera en Níger a través de un comunicado emitido por el Ministerio de Relaciones Exteriores. El ministro de Asuntos Exteriores italiano, Antonio Tajani, también expresó su oposición a la intervención militar occidental en Níger, diciendo que sería «percibida como una nueva colonización».
Human Rights Watch instó a las fuerzas armadas de Níger a proporcionar un cronograma claro para el regreso a un gobierno civil y defender los derechos de los ciudadanos a elecciones democráticas. La UA también exigió que los militares regresen a los cuarteles en 15 días y restablezcan el gobierno civil luego de una reunión de su Consejo de Paz y Seguridad.
Yevgueni Prigozhin, jefe del Grupo Wagner que ha operado en la vecino Malí y suplantado a Francia en la lucha contra la propia insurgencia yihadista del país, elogió el golpe y lo calificó como parte de la lucha de Níger contra sus colonizadores. Las declaraciones de Prigozhin contrastaron con la línea oficial dada por el gobierno ruso, con el portavoz del presidente Vladímir Putin, Dmitri Peskov, calificando el golpe de «grave preocupación» y pidiendo a todas las partes «moderación» y «el retorno más rápido posible al orden legal». Mijail Podoliak, asesor del presidente de Ucrania Volodímir Zelenski, alegó «que Rusia estaba detrás del golpe en Níger».
La ONU anunció que había suspendido sus operaciones humanitarias en el país, pero luego aclaró que aún estaba entregando ayuda a Níger, pero que no estaba en contacto con el ejército.
Tras el ataque a la embajada de Francia el 30 de julio, el Gobierno de Francia advirtió que los ataques a sus ciudadanos, personal militar, diplomáticos e intereses darían lugar a una respuesta inmediata e intratable.